# Стрежешть (комуна)
Стрежешть, Стрежешті (рум. Strejești) — комуна у повіті Олт в Румунії. До складу комуни входять такі села (дані про населення за 2002 рік):
- Колібаші (548 осіб)
- Мамура (207 осіб)
- Стрежешть (905 осіб) — адміністративний центр комуни
- Стрежештій-де-Сус (1825 осіб)

Комуна розташована на відстані 145 км на захід від Бухареста, 13 км на північний захід від Слатіни, 43 км на північний схід від Крайови.

## Населення
За даними перепису населення 2002 року у комуні проживали 3485 осіб.
Національний склад населення комуни:
| Національність | Кількість осіб | Відсоток |
| -------------- | -------------- | -------- |
| румуни         | 3480           | 99,9%    |
| цигани         | 4              | 0,1%     |
| угорці         | 1              | < 0,1%   |

Рідною мовою назвали:
| Мова      | Кількість осіб | Відсоток |
| --------- | -------------- | -------- |
| румунська | 3484           | > 99,9%  |
| угорська  | 1              | < 0,1%   |

Склад населення комуни за віросповіданням:
| Релігія       | Кількість осіб | Відсоток |
| ------------- | -------------- | -------- |
| православні   | 3484           | > 99,9%  |
| римо-католики | 1              | < 0,1%   |